# CD24
CD24, или передатчик сигнала CD24 (англ. Signal transducer CD24) — гликопротеин, который у человека кодируется геном CD24. CD24 состоит из короткой пептидной части (27—30 аминокислотных остатков) и ГФИ-якоря, который удерживает его в клеточной мембране. Подвергается интенсивному тканеспецифичному гликозилированию и играет роль в адаптивном иммунном ответе, воспалении, аутоиммунных заболеваниях и злокачественном перерождении клеток.

## Структура гена и белка
Впервые антиген CD24 был обнаружен в 1978 году с помощью моноклональных антител. кДНК человеческого гена CD24 была клонирована в 1990 году. Оказалось, что эта кДНК кодирует удивительно короткий белок, который ещё больше укорачивается в ходе посттрансляционных модификаций (примерно до 30 аминокислотных остатков), подвергается интенсивному O- и N-гликозилированию и присоединению гликозилфосфатидилинозитола к C-концу. CD24, выделенный из разных тканей характеризуется разной молекулярной массой, что указывает на большую вариабельность и тканеспецифичность гликозилирования.

## Белки-партнёры
Обнаружено несколько молекул, которые способны узнавать CD24: P-селектин, CD171, TAG-1, контактин и другие. Связывание с этими молекулами определяется углеводным компонентом молекулы и может быть разным в разных тканях.
CD24 участвует во внутриклеточной сигнализации за счёт привлечения в мембрану киназ Src-семейства и активации сигнального пути MAPK, который играет важную роль в дифференцировке и апоптозе В- и Т-лимфоцитов.

## Распространение
CD24 синтезируется во многих типах клеток, при этом его, как правило, больше в клектах-предшественниках и метаболически активных клетках и меньше в клетках, которые достигли терминальной стадии дифференцировки. CD24 обнаруживается в В-клетках, Т-клетках, нейтрофилах, эозинофилах, макрофагах, дендритных клетках, а также в нервных, эпителиальных и мышечных клетках. CD24 часто синтезируется в большом количестве во многих типах опухолевых клеток и служит неблагоприятным прогностическим маркером.